# Колонна Пресвятой Троицы
Колонна Пресвятой Троицы  — чумной столб, расположенный на Верхней площади в Оломоуце, Чехия. В 2000 году Колонна Пресвятой Троицы была внесена в число памятников Всемирного наследия как выдающееся произведение центрально-европейского барокко.

## История
Колонна Пресвятой Троицы является религиозным памятником, воздвигнутым в знак благодарности за избавление от эпидемии чумы. Строительство Колонны Пресвятой Троицы было начато в год прекращения эпидемии чумы в Оломоуце в 1716 году и продолжалось до 1754 года. Колонна представляет собой выражение чешского патриотизма: над её обустройством работали оломоуцкие мастера и на ней представлены местные католические святые, связанные с Оломоуцем. Базовой моделью Колонны Пресвятой Троицы стала колонна на площади Санта-Мария в Риме, которая была построена в 1614 году.
В строительстве и убранстве Колонны Пресвятой Троицы приняли участие многочисленные местные оломоуцкие скульпторы, каменщики и художники. Строительство начал архитектор Венцель Редер. Он первый предложил городскому совету Оломоуца построить чумной столб в знак благодарности жителей города от избавления от чумы; он же спонсировал начало строительства. Во время первого этапа строительства Колонны Венцель Редер умер. Строительство продолжили его преемники Франц Тонек, Иоганн Венцель Рокицкий и Августин Шольтц. В 1754 году строительство Колонны Пресвятой Троицы закончил Иоганн Игнатий Рокицкий.
Скульптурное оформление было начато Филиппом Заттлером. После его смерти работу продолжил Андреас Занер, который оформлял 18 скульптур и 9 барельефов в течение девяти лет. Симон Форстнер сделал позолоченные скульптуры Пресвятой Троицы и Девы Марии.

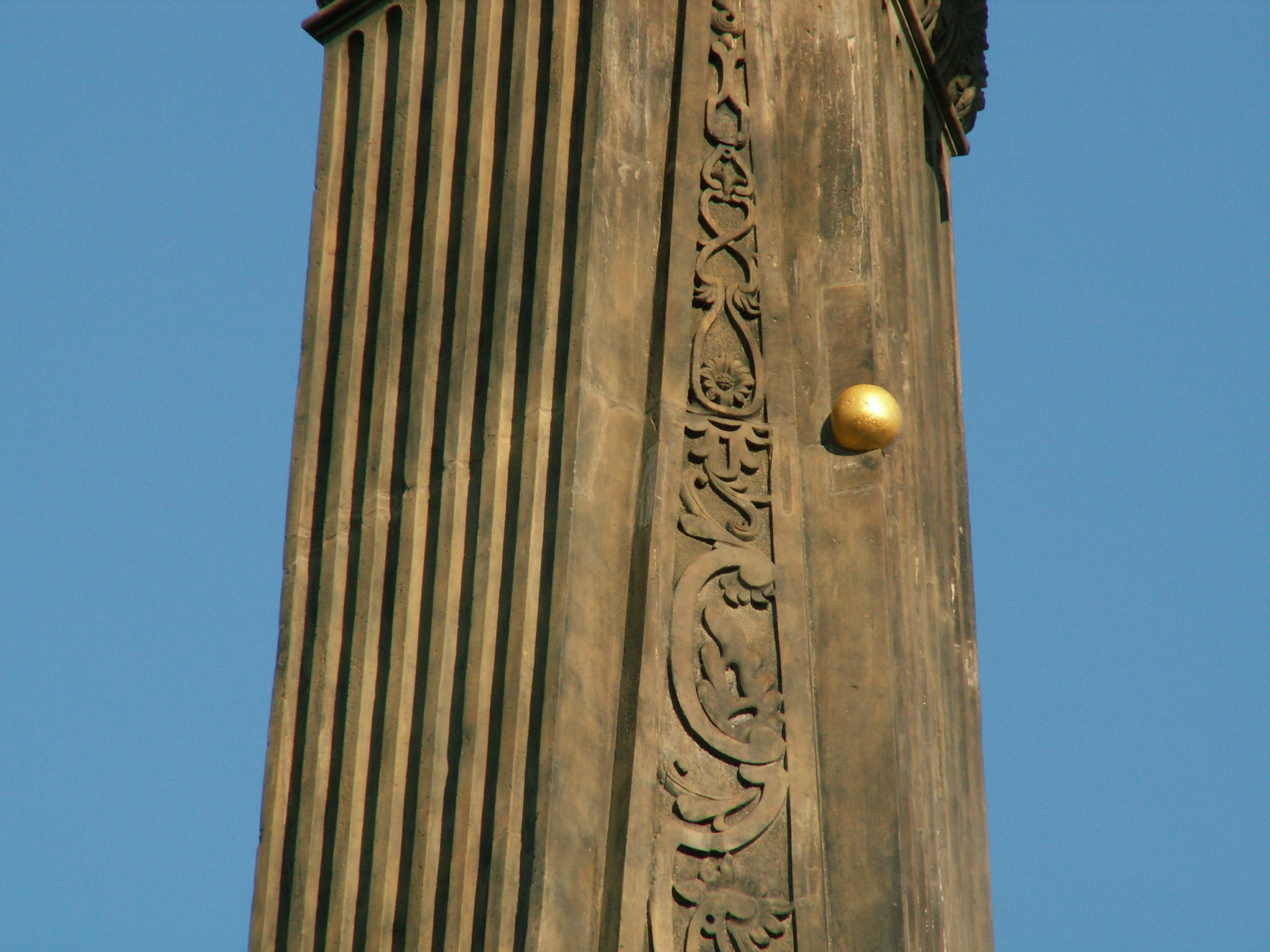
Ядро после обстрела прусскими войсками

Освящение Колонны Пресвятой Троицы состоялось в 1754 году при участии императрицы Марии Терезии и её мужа Франца I. В 1758 году Оломоуц был осаждён прусской армией и Колонна Пресвятой Троицы была обстреляна несколько раз пушками. После войны Колонна Пресвятой Троицы была отремонтирована. Несколько снарядов были оставлены, чтобы напоминать об обстреле Колонны.

## Описание
Колонну венчает шпиль, на котором находится образ Святой Троицы. Возле Святой Троицы находится скульптуры Успения Богородицы и Архангела Гавриила. Основание колонны состоит из трёх уровней, украшенных 18 каменными скульптурами святых и 14 барельефами.
На верхнем уровне находятся скульптуры людей, связанных с земной жизнью Иисуса Христа. Это скульптуры Иосифа, обручника Девы Марии, скульптуры её родителей — святой Анны и Иоакима, Иоанна Крестителя. На верхнем уровне также находятся скульптуры святого Лаврентия и святого Иеронима, во имя которых освящена часовня в городской ратуше. Три барельефа представляют три богословских добродетели: веру, надежду и любовь.
Средний уровень посвящён моравским и чешским святым. Здесь представлены скульптуры святых Кирилла и Мефодия (проповедовали христианство в Чехии в 863 году), святого Власия Севастийского (покровитель одной из главных церквей Оломоуца), святого Войцеха (покровитель Чехии), святого Яна Непомуцкого и святого Яна Саркандера (во время строительства ещё не был канонизирован).
На нижнем уровне находятся скульптуры святого Маврикия и святого Вацлава (покровитель Чехии) — этим святым посвящены две церкви в Оломоуце; святого Флориана (покровитель Австрии), святого Иоанна Капистранского (два раза был в Оломоуце), святого Антония Падуанского (его именем назван монастырь в Оломоуце), святого Алоиза Гонзаги (покровитель студентов; статуя подчёркивает, что Оломоуц является университетским городом). Между статуями расположены барельефы 12 апостолов.

## Часовня

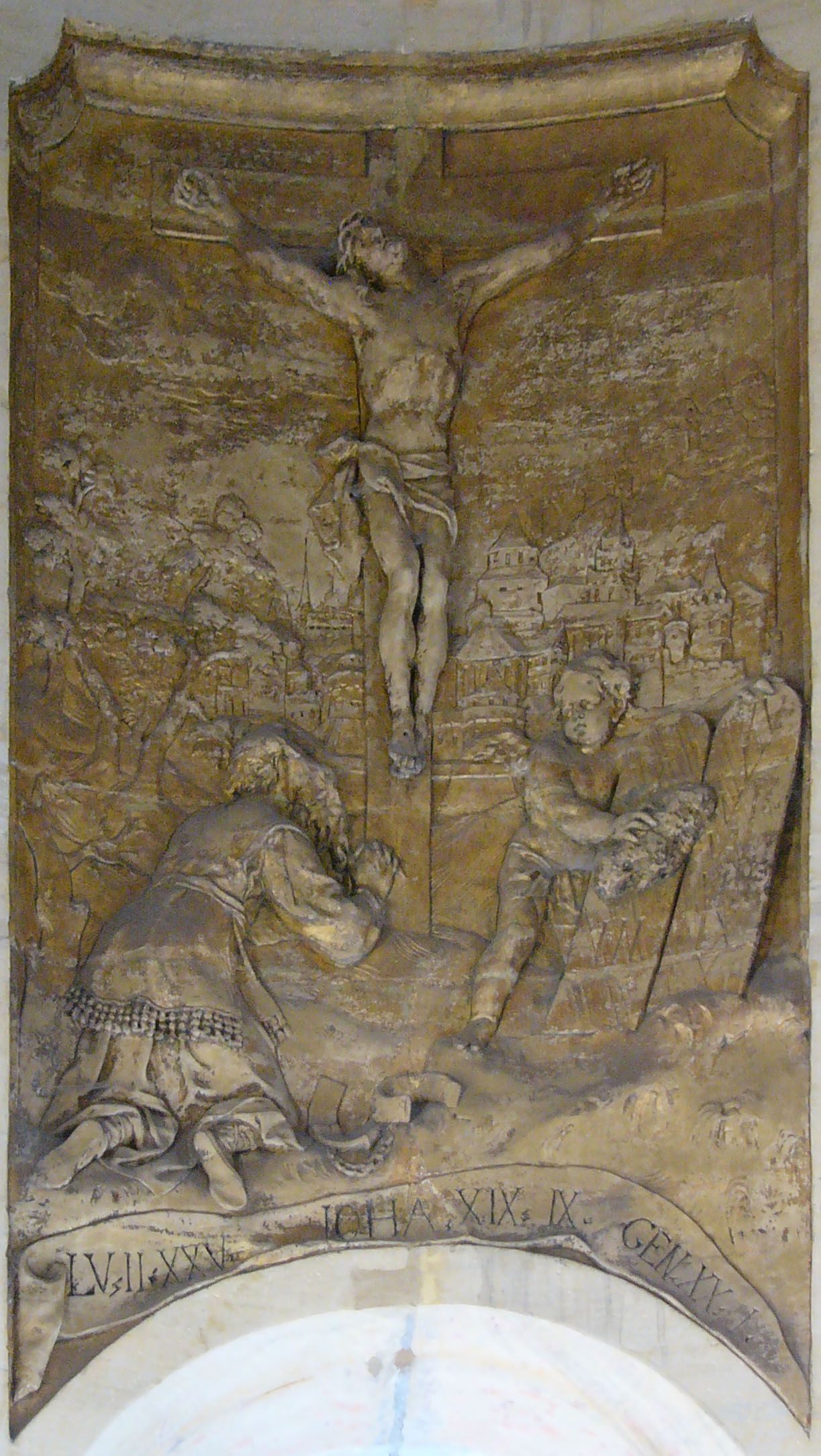
Барельеф в часовне, изображающий Распятие Иисуса Христа

Внутри Колонны находится часовня с барельефами, изображающими Каина и Авеля, потоп, Исаака и распятие Иисуса Христа.

## Хронограммы
На Колонне находятся хронограммы. Большие буквы в их текстах идентичны римским цифрам, которые обозначают год окончания строительства Колонны Пресвятой Троицы.
TRIVNI VEROQVE DEO
PRAESENTIBVS AVGVSTIS
FRANCISCO ATQVE THERESIA
COLOSSVS ISTE
A CARDINALE TROIER
CONSECRATVS 9. SEPT.
GLORIA DEO PATRI
DEO FILIO
DEO PARACLETO
SACRATA SINT
EI SOLI
CORDA OMNIA
IN FIDE PLENA
SPE FIRMA
CHARITATE PERFECTA

## Источник
- Bohumil Samek[чеш.], Kateřina Dolejší[вд]. Sloup sv. Trojice // Umělecké památky Moravy a Slezska O/P (чешск.). — Praha: Academia, 2021. — Vol. 3. — S. 311-313. — 1252 S. — (Umělecké památky Moravy a Slezska). — ISBN 978-80-200-3122-8.
- Perůtka, Marek (ed.) (2001). Sloup Nejsvětější Trojice v Olomouci. Olomouc: Statutární město Olomouc. (includes English summary)
- Los, Petr & Brabcová, Jitka (2002). Svatí na sloupu Nejsvětější Trojice v Olomouci. Olomouc: Danal. ISBN 80-85973-94-4
- Tichák, Milan (2002). Příběhy olomouckých pomníků. Olomouc: Burian a Tichák, s. r. o.